# Kecamatan Kedondong
Kecamatan Kedondong är ett distrikt i Indonesien.   Det ligger i provinsen Lampung, i den västra delen av landet, 220 km väster om huvudstaden Jakarta.